# Nguyễn Phúc Miên Tống
Nguyễn Phúc Miên Tống (chữ Hán: 阮福綿宋; 17 tháng 3 năm 1822 – 2 tháng 3 năm 1858), tước phong Hà Thanh Quận công (河清郡公), là một hoàng tử con vua Minh Mạng nhà Nguyễn trong lịch sử Việt Nam.

## Tiểu sử
Hoàng tử Miên Tống sinh ngày 24 tháng 2 (âm lịch) năm Nhâm Ngọ (1822), là con trai thứ 16 của vua Minh Mạng, mẹ là Cung nhân Trần Thị Nghiêm. Ông là người con thứ ba của bà Cung nhân. Khi còn là hoàng tử, ông tính tình ôn hậu, biết giữ lễ.
Năm Minh Mạng thứ 21 (1840), vua cho đúc các con thú bằng vàng để ban thưởng cho các hoàng thân anh em, các hoàng tử công và hoàng tử chưa được phong tước. Hoàng tử Miên Tống được ban cho một con bạch trạch bằng vàng nặng 6 lạng 9 đồng cân.
Năm Thiệu Trị thứ 3 (1843), vua phong cho ông làm Hà Thanh Quận công (河清郡公). Năm thứ 6 (1846), vua dạo chơi ở vườn Cơ Hạ, triệu quân túc vệ diễn tập hàng ngũ. Các hoàng đệ là Miên Định, Miên Thẩm, Miên Trinh, Miên Tống, Miên Thanh bỗng vào hầu. Vua giận, nói rằng: "Đây không phải là nơi thường chầu hầu, không tuyên triệu thì không được vào, nếu đường đột thì phải tội, và không biết ngăn lại cũng phải tội, đem ngay quản vệ là bọn Nguyễn Huyên, Nguyễn Tuấn phạt trượng, các hoàng đệ và biền binh giữ cửa đều bị giao cho bộ Hình hội đồng với viện Đô sát nghị xử". Các hoàng đệ đều bị phạt bổng 5 năm, 3 người canh cửa phải tội giảo giam hậu.
Tháng 6 (âm lịch) (1846), quận công Miên Tống xin lãnh tiền ngân khố để làm nhà riêng, vua Thiệu Trị truyền chỉ quở mắng ông. Nhân đó, vua chuẩn định, từ nay, phàm đã cấp phủ thự cho các hoàng thân thì giữ lấy ở yên mãi, không được đổi để lãnh tiền kho của công.
Năm Tự Đức thứ 11 (1858), Mậu Ngọ, ngày 17 tháng 1 (âm lịch), Quận công Miên Tống mất, hưởng dương 37 tuổi, thụy là Trang Giản (莊簡). Mộ của ông được táng tại Dương Xuân Thượng (nay thuộc địa phận của phường Thủy Xuân, thành phố Huế), còn phủ thờ dựng ở Dương Xuân (thuộc huyện Hương Trà cũ).
Quận công Miên Tống có bảy con trai và chín con gái. Ông được ban cho bộ chữ Cân (巾) để đặt tên cho các con cháu trong phòng. Con trai thứ tư của ông là công tử Hồng Siêu tập phong làm Kỳ ngoại hầu (畿外侯).